# Desa Tempelrejo (administrativ by i Indonesien, lat -7,35, long 110,93)
Desa Tempelrejo är en administrativ by i Indonesien.   Den ligger i provinsen Jawa Tengah, i den västra delen av landet, 500 km öster om huvudstaden Jakarta.